# Live Cream
Live Cream è un album Live dei Cream pubblicato nel 1970 e contiene quattro canzoni registrate dal vivo nel marzo 1968 più una traccia da studio Lawdy Mama registrata nel 1967.

## Lista tracce

### Lato 1
1. N.S.U. (Bruce) – 10:15
  - Registrata il 10 marzo 1968, Winterland, San Francisco.
2. Sleepy Time Time (Bruce, Janet Godfrey) – 6:52
  - Registrata il 9 marzo 1968, Winterland, San Francisco.
3. Lawdy Mama (Traditional, arr. Eric Clapton) – 2:46
  - Registrazione Studio da Disraeli Gears sessions, 1967, infatti era la versione provvisoria di Strange Brew, contenuta appunto in Disraeli Gears.

### Lato 2
1. Sweet Wine (Ginger Baker, Godfrey) – 15:16
  - Registrata il 10 marzo 1968, Winterland, San Francisco.
2. Rollin' and Tumblin' (McKinley Morganfield) – 6:42
  - Registrata il 7 marzo 1968, The Fillmore, San Francisco.

## Formazione
- Eric Clapton - chitarra solista, chitarra acustica, voce, coro
- Jack Bruce - basso, armonica a bocca, voce solista, coro
- Ginger Baker - batteria, percussioni, voce